# 85
85 је била проста година.

## Догађаји
- Цар Домицијан одбија дачанску побуну у Мезији
- Дачани предвођени Децебалом су учествовали у два рата против Римљана од ове године до 88. или 89. наше ере.
- Домицијан себе поставља доживотног цензора, што му даје право да контролише Сенат. Сенаторска аристократија се оштро супротставила његовим тоталитарним тенденцијама.